# Glissement antigénique
Ne doit pas être confondu avec Cassure antigénique.
Pour les articles homonymes, voir Glissement (homonymie).
En virologie, on entend par glissement antigénique une ou plusieurs mutations ponctuelles du génome viral.
Dans le cas de la grippe, il s'agit de mutations peu importantes, qui peuvent s'ajouter progressivement les unes aux autres, mais sans changer les caractéristiques antigéniques des protéines Ha ou Na. Il n'est donc pas nécessaire de renommer le sous-type de Ha (exemple H1) ou de Na (exemple N1).
Ce type de petites mutations explique les épidémies saisonnières. C'est cela qui rend nécessaire un vaccin nouveau chaque année, adapté aux sous-types dominants en circulation.